# Siân Phillips
Siân Phillips, DBE (Gwaun-Cae-Gurwen, 14 de maio de 1933) é uma atriz galesa. Ela é mais conhecida por seu papel na série de televisão Eu, Cláudio da BBC, pelo qual ela ganhou um BAFTA TV Award. No cinema, sua atuação em Adeus, Mr. Chips (1969) lhe rendeu um prêmio da Sociedade Nacional de Críticos de Cinema e uma indicação ao Globo de Ouro de melhor atriz coadjuvante.

## Filmografia

### Cinema
| Ano  | Titulo                    | Papel                              | Nota(s) |
| ---- | ------------------------- | ---------------------------------- | ------- |
| 1962 | The Longest Day           | WREN                               |         |
| 1964 | Becket                    | Gwendolen                          |         |
| 1965 | Young Cassidy             | Ella                               |         |
| 1969 | Laughter in the Dark      | Lady Pamela More                   |         |
| 1969 | Goodbye, Mr. Chips        | Ursula Mossbank                    |         |
| 1971 | Murphy's War              | Hayden                             |         |
| 1971 | Under Milk Wood           | Mrs. Ogmore-Pritchard              |         |
| 1980 | Nijinsky                  | Lady Ripon                         |         |
| 1981 | Clash of the Titans       | Cassiopeia                         |         |
| 1984 | Dune                      | Reverenda Madre Gaius Helen Mohiam |         |
| 1985 | The Doctor and the Devils | Annabella Rock                     |         |
| 1989 | Valmont                   | Madame de Volanges                 |         |
| 1993 | The Age of Innocence      | Mrs. Archer                        |         |
| 1997 | House of America          | Mam                                |         |
| 2006 | The Gigolos               | Baroness James                     |         |
| 2012 | Love Song                 | Maggie                             |         |
| 2016 | Checkmate                 | Prosperity                         |         |
| 2017 | Hochelaga, Land of Souls  | Sarah Walker                       |         |
| 2018 | Voyageuse                 | Erica                              | Voz     |
| 2018 | Miss Dalí                 | Anna Maria                         |         |
| 2019 | Be Happy!                 | Maria                              |         |
| 2020 | Dream Horse               | Maureen                            |         |
| 2020 | Summerland                | Margaret Corey                     |         |
| 2020 | A Christmas Carol         | Avó                                | [ 4 ]   |

### Televisão
- Television Playwright (1958, TV) – Alice Blackwell
- BBC Sunday Night Theatre (1959, TV) – Countess Else von Dietlof
- Siwan the Kings Daughter (1960, Telefilme) – Siwan
- Armchair Theatre (1961, TV)
- Espionage (1964, TV) – Anna
- I, Claudius (1976, TV) – Livia
- Off to Philadelphia in the Morning (1978, TV) - Lina Van Elyn
- Barriers  (1979, TV) – Mrs Dalgleish
- Tinker Tailor Soldier Spy (1979, TV) – Ann Smiley
- Winston Churchill: The Wilderness Years (1981, TV) - Clementine Churchill
- Smiley's People (1982, TV) – Ann Smiley
- Ewoks: The Battle for Endor (1985, Telefilme) – Charal
- A Killing on the Exchange (1987, TV) – Isobel Makepeace
- The Borrowers (1992, TV) – Mrs. Driver
- Heidi (1993, TV) – Frau Sesemann
- Alice through the Looking Glass (1998, Telefilme) – Rainha Vermelha
- Under Milk Wood (2003 e 2014 BBC Radio) – Mrs. Ogmore-Pritchard
- Ni no Kuni II: Revenant Kingdom (2018) - Boddly (voz)
- Keeping Faith (2020) - Judge Owens
- World of Warcraft: Shadowlands (2020) - Overseer Kah-Delen (voz)